# Nedre Osaträsket
Nedre Osaträsket är en sjö i Sorsele kommun i Lappland och ingår i Umeälvens huvudavrinningsområde. Sjön har en area på 1,04 kvadratkilometer och ligger 451 meter över havet. Sjön avvattnas av vattendraget Osabäcken.

## Delavrinningsområde
Nedre Osaträsket ingår i det delavrinningsområde (728261-156911) som SMHI kallar för Utloppet av Nedre Osaträsket. Medelhöjden är 496 meter över havet och ytan är 13,51 kvadratkilometer. Det finns inga avrinningsområden uppströms utan avrinningsområdet är högsta punkten. Osabäcken som avvattnar avrinningsområdet har biflödesordning 3, vilket innebär att vattnet flödar genom totalt 3 vattendrag innan det når havet efter 342 kilometer. Avrinningsområdet består mestadels av skog (78 procent) och sankmarker (10 procent). Avrinningsområdet har 1,54 kvadratkilometer vattenytor vilket ger det en sjöprocent på 11,4 procent.